# Тонкопряд хмелевий
Тонкопряд хмелевий (Hepialus humuli) — вид метеликів родини Тонкопряди (Hepialidae).

## Поширення
Ареал виду — помірна Європа до Лапландії на півночі та  Західного Сибіру на сході. Добирається до висот в 2000 м.

## Опис
Довжина переднього крила — 2 і навіть 3,5 см; самиці помітно більші за самців. Крім того, особини різних статей розрізняються і за забарвленням — самці блискучі, сріблясто-білі, а самки жовті з помаранчевим малюнком (передні крила) і коричневі (задні). Як звичайно, черевце самок більш важке. Вусики і у самок, і у самців короткі. І самці, і самиці покриті жовтуватими волосками, низ крил у обох статей черновато-сіруватий. Верх відрізняється: самці сніжно-білі, самки жовті з червоними розводами. Задні крила самок сіруваті. Розмах крил- від 42 до 68 мм.

## Спосіб життя
Імаго зустрічаються з кінця травня до середини серпня. Воліє літати в сутінках по вологих низовинах. Парки, галявини і залежні землі для нього менш цікаві, хоча зустріти його там — справа теж цілком буденна. З настанням сутінків спочатку вилітають самці хмелевого тонкопряда, але літають недовго, швидко осідають тут і там і починають виділяти аромати, що приводять у збуджений стан самок, які вилітають трохи пізніше. Далі — спаровування. Віддає перевагу вологим місцям.
Гусениці живуть з серпня по квітень (півтора року). Кормові рослини гусениць: хміль (Humulus lupulus), щавель, різні злаки і трави. Після появи на світ і недовгої годівлі, гусениці зимують, потім годуються все літо, дорослішаючи до наступної осені, зимують вдруге, а оляльковуються лише після цього на землі в трубкоподібному гніздечку. Гусениця жовтувата, з чорними крапками і бурою головою. Живе в ґрунті. Яйця Hepialus humuli попросту розкидає на землю під час польоту.

## Синоніми
Рід:

- Hepiolus Illiger, 1801
- Epialus Agassiz, 1847
- Epiolus Agassiz, 1847
- Tephus Wallengren, 1869

Вид:

- Noctua humuli Linnaeus, 1758
- Hepialus thulensis Newman, 1865
- Hepialus humulator Haworth, 1802
- Hepialus hethlandica Staudinger, 1871
- Hepialus rosea Petersen, 1902
- Hepialus albida Spuler, 1910
- Hepialus azuga Pfitzner, 1912
- Hepialus grandis Pfitzner, 1912
- Hepialus dannenbergi Stephan, 1923
- Hepialus pusillus Stephan, 1923
- Hepialus rufomaculata Lempke, 1938
- Hepialus albida Bytinski-Salz, 1939
- Hepialus roseoornata Bytinski-Salz, 1939
- Hepialus uniformis Bytinski-Salz, 1939
- Hepialus faeroensis Dahl, 1954
- Hepialus fumosa Cockayne, 1955
- Hepialus radiata Cockayne, 1955
- Hepialus postnigrescens Lempke, 1961
- Hepialus postrufescens Lempke, 1961
- Hepialus griseomaculata van Wisselingh, 1965
- Hepialus thuleus